# Phoenicophorium borsigianum
Phoenicophorium borsigianum ist eine auf den Seychellen endemische Palmenart. Sie ist die einzige Art der Gattung Phoenicophorium.

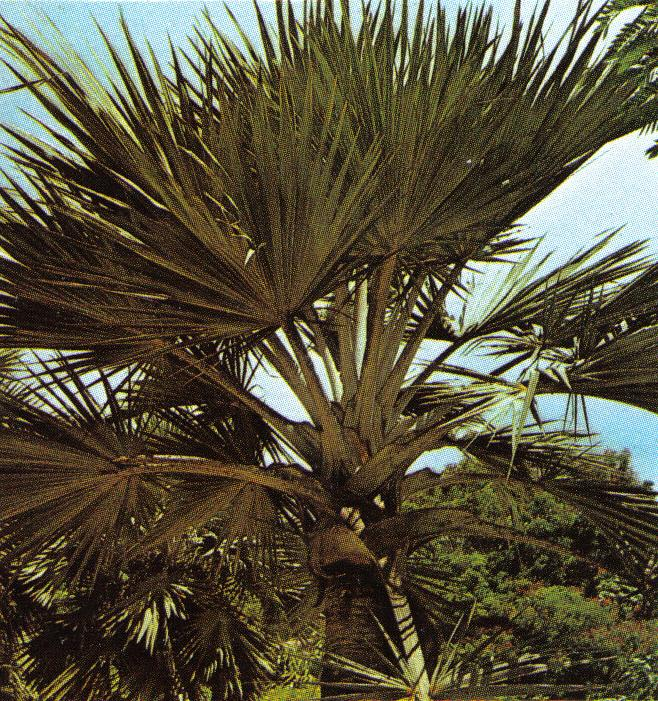
Phoenicophorium borsigianum

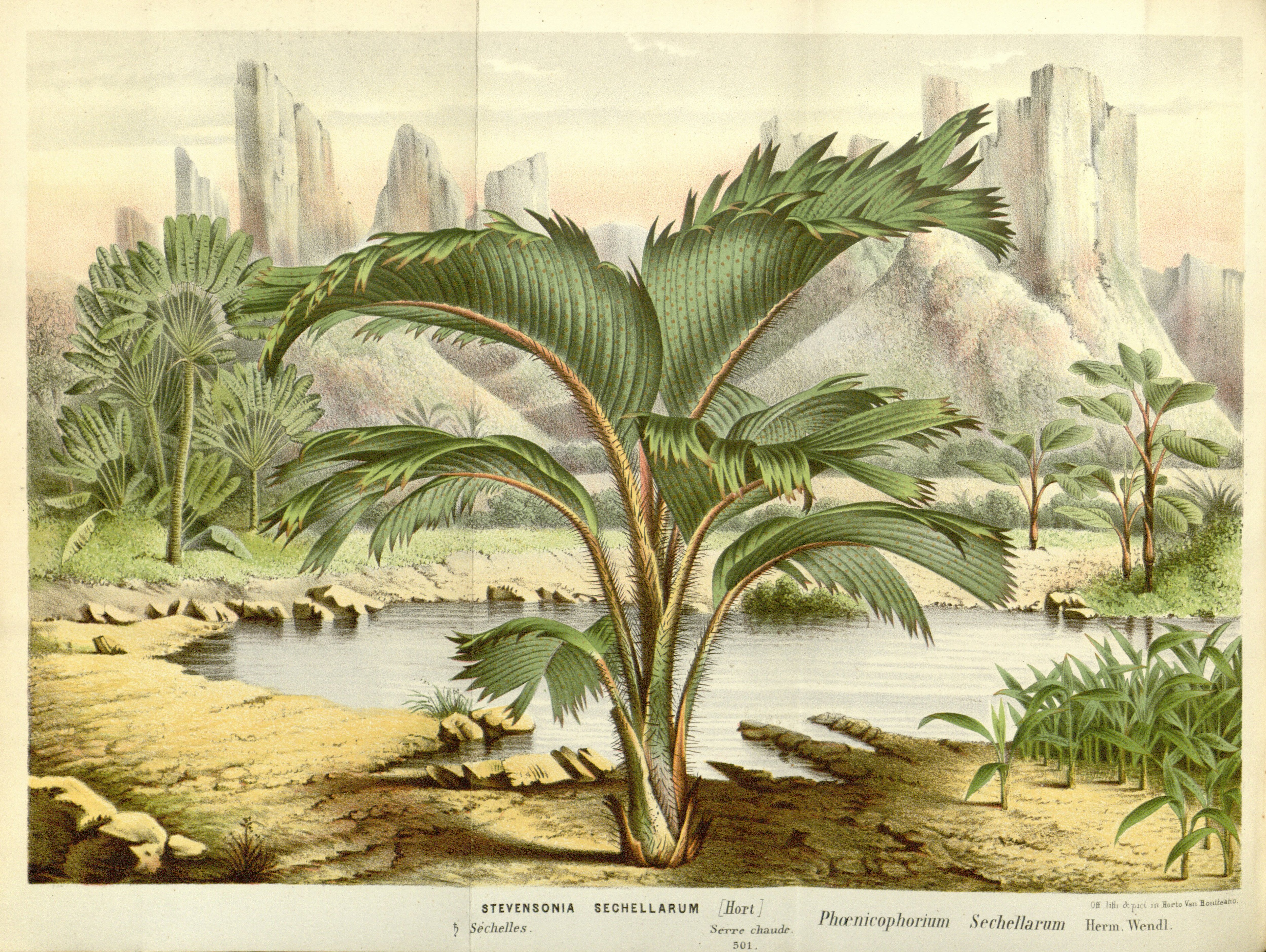
Illustration von Phoenicophorium borsigianum

## Merkmale
Phoenicophorium borsigianum ist eine mittelgroße, einzelstämmige Palme. Junge Exemplare sind bewehrt, im Alter sind sie mehr oder weniger unbewehrt. Sie sind einhäusig getrenntgeschlechtig (monözisch) und blühen mehrmals. Der Stamm ist aufrecht und mit auffälligen, ringförmigen Blattnarben besetzt. Junge Palmen tragen zahlreiche schwarze Stacheln. 
Die Chromosomenzahl ist 2n = 32.

### Blätter
Die Blätter sind groß, zweigeteilt und gelappt. Sie fallen mit einer glatten Narbe ab. Die Blattrippen stehen fiederförmig. Die Blattscheiden öffnen sich und bilden keinen deutlichen Kronschaft. Junge Scheiden sind dicht behaart und mit schwarzen Stacheln besetzt, später werden sie aber eher kahl. Der Blattstiel is gut entwickelt und zur Jugend ebenfalls schwarz bestachelt. Die Blattspreite ist zweigeteilt und hat sehr auffällige, fiederförmig stehende Rippen. Entlang der abaxialen Rippen reißen sie zu einem Achtel bis Drittel der Länge ein. Die Spreite ist hellgrün, häufig mit einem Rotstich. Die Blattoberseite ist kahl, die Unterseite ist dicht mit punktförmigen Schuppen besetzt.

### Blütenstände
Die Blütenstände stehen einzeln zwischen den Blättern (interfoliar) und sind im unteren Bereich doppelt, im oberen Bereich einfach verzweigt. Die Blütenstände sind proterandrisch. Der Blütenstandsstiel ist lange und an der Basis geflügelt, unbewehrt und kahl. Das Vorblatt setzt in einigem Abstand von der Blütenstandsstielbasis an, ist ausdauernd, ledrig, röhrig und zweikielig. Es gibt ein Hochblatt am Blütenstandsstiel, das in einigem Abstand vom Vorblatt ansetzt, aber von diesem eingeschlossen wird. Es ist holzig, auffällig geschnäbelt, abfallend und unbewehrt. Es ist röhrig, reißt dann aber auf ganzer Länge auf. Die Blütenstandsachse ist deutlich kürzer als der Stiel. Ihre Hochblätter sind klein, dreieckig und unauffällig. Die Seitenachsen erster Ordnung stehen spiralig in Gruppen, sind eher hängend. Die blütentragenden Achsen (Rachillae) sind kahl, schlank, lang und biegsam. Der blütenfreie Bereich ist kurz, die Blüten stehen in spiralig angeordneten Triaden. Die Brakteolen sind sehr klein.

### Blüten
Die männlichen Blüten sind leicht asymmetrisch. Die drei Kelchblätter sind nicht verwachsen und stehen imbricat. Sie sind rundlich und gekielt. Die drei Kronblätter sind vier- bis fünfmal so lang wie die Kelchblätter. Sie sind ebenfalls nicht verwachsen, stehen aber valvat. Es gibt 15 bis 18 Staubblätter, sie sind in der Knospe kurz, zur Blüte dann lange, schlank und tragen lange Antheren. Diese sind medifix, im unteren Bereich pfeilförmig und sind latrors. Der Pollen ist ellipsoidisch und bisymmetrisch. Die Keimöffnung ist ein distaler Sulcus. 
Die weiblichen Blüten sind kugelig und etwa gleich groß wie die männlichen. Die drei Kelchblätter sind frei, imbricat, rundlich und gekielt. Die drei Kronblätter sind frei, rundlich, imbrikat und haben kurze, dreieckige Spitzen. Es gibt sechs zahnförmige Staminodien. Das Gynoeceum ist asymmetrisch eiförmig und besteht aus einem Fach mit einer Samenanlage. Die drei Narben stehen apikal. Die Samenanlage setzt seitlich an. 

### Früchte
Die Frucht ist einsamig, von roter Farbe, eher klein und eiförmig bis ellipsoidisch. Die Blütenhülle ist an der reifen Frucht erhalten, die Narbenreste stehen subbasal. Das Exokarp ist glänzend, das Mesokarp ist dünn, fleischig und besitzt zum Endokarp hin eine dicke Lage von tanninhaltigen Zellen. Das Endokarp ist dünn und knorpelig. Der Samen ist eiförmig, sitzt basal und hat ein rundliches Hilum. Die wenigen Raphenäste sind anastomosierend. Das Endosperm ist tief gefurcht (ruminat). 

## Verbreitung und Standorte
Phoenicophorium borsigianum ist auf  den Seychellen weit verbreitet. Sie kommt von Meeresniveau bis rund 300 m Seehöhe häufig vor, darüber ist deutlich seltener anzutreffen. Manchmal kommt sie in Reinbeständen vor. Die Art ist relativ tolerant gegenüber Störungen. Sie wird häufig als Zierpflanze angepflanzt.

## Taxonomie und Systematik
Die Gattung Phoenicophorium wurde 1865 von Hermann Wendland in L'Illustration Horticole Band 12, Seite 5, Tafel 433 erstbeschrieben. Die Art Phoenicophorium borsigianum wurde 1859 als Astrocaryum borsigianum von Karl Heinrich Emil Koch in Wochenschrift für Gärtnerei und Pflanzenkunde Band 2 Seite 401 erstbeschrieben. Die Art wurde 1914 durch Stephen Conrad Stuntz in U.S.D.A. Bur. Pl. Industr. Invent. Seeds Band 31 Seite 88 als Phoenicophorium borsigianum (K.Koch) Stuntz in die Gattung Phoenicophorium gestellt.
Die Gattung Phoenicophorium wird innerhalb der Familie Arecaceae in die Unterfamilie Arecoideae, Tribus Areceae und Subtribus Verschaffeltiinae gestellt. Ihre Schwestergattung ist Nephrosperma.
In der World Checklist of Selected Plant Families der Royal Botanic Gardens, Kew, wird nur die Art Phoenicophorium borsigianum anerkannt.
Der Name setzt sich aus den griechischen Wörtern phoenix für Palme und phorios für gestohlen zusammen. Das ursprünglich für den späteren Erstbeschreiber der Gattung, Hermann Wendland, vorgesehene Exemplar war den Royal Botanic Gardens, Kew durch Diebstahl abhandengekommen.

## Belege
- John Dransfield, Natalie W. Uhl, Conny B. Asmussen, William J. Baker, Madeline M. Harley, Carl E. Lewis: Genera Palmarum. The Evolution and Classification of Palms. Zweite Auflage, Royal Botanic Gardens, Kew 2008, ISBN 978-1-84246-182-2, S. 613–615.